# Muziris (genre)
Pour l’article homonyme, voir Muziris.
Genre
Muziris est un genre d'araignées aranéomorphes de la famille des Salticidae.

## Distribution
Les espèces de ce genre se rencontrent en Océanie et aux Moluques.

## Liste des espèces
Selon World Spider Catalog (version 18.0, 25/04/2017) :
- Muziris calvipalpis (L. Koch, 1867)
- Muziris carinatus Simon, 1909
- Muziris doleschalli (Thorell, 1878)
- Muziris epigynatus Strand, 1911
- Muziris gracilipalpis Strand, 1911
- Muziris leptochirus (Thorell, 1881)
- Muziris wiehlei Berland, 1938

## Publication originale
- Simon, 1901 : Histoire naturelle des araignées. Paris, vol. 2, p. 381-668 (intégral).